# Forever and a Day
Forever and a Day és un pel·lícula col·lectiva de 1943, dirigida per set realitzadors (René Clair, Edmund Goulding, Cedric Hardwicke, Frank Lloyd, Victor Saville, Robert Stevenson i Herbert Wilcox) i 22 guionistes entre els quals Alfred Hitchcock (no surt als crèdits) i amb un molt important repartiment.

## Argument
Durant la Segona Guerra Mundial, Gates Trimble Pomfret (Kent Smith), un americà, és a Londres durant el Blitz per tal de vendre l'ancestral casa familiar. L'arrendatari actual, Leslie Trimble (Ruth Warrick), prova de dissuadir-lo de vendre explicant-li la història dels 140 anys de la casa i les relacions entre les famílies Trimble i Pomfret.